# Quaisqualigundum
Quaisqualigundum é um romance gráfico de Roger Cruz (roteiro) e Davi Calil (arte) com quatro histórias com personagens de quatro músicas de Adoniran Barbosa: Saudosa maloca, Apaga o fogo, Mané, Um samba no Bixiga e Samba do Arnesto. O livro foi financiado pelo Programa de Ação Cultural do Estado de São Paulo em 2012 e lançado de forma independente através do selo do coletivo de quadrinistas paulistas Dead Hamster dois anos depois. O texto introdutório foi feito por Emicida, fã das músicas de Adoniran. Em 2015, o livro ganhou o Troféu HQ Mix na categoria "melhor publicação independente edição única".